# سیمز ۲: فصل‌ها
سیمز ۲: فصل‌ها (به انگلیسی: The Sims 2: Seasons) عنوان پنجمین بسته الحاقی برای بازی ویدئویی شبیه‌سازی زندگی سیمز، و پس از سیمز ۲: حیوانات خانگی است. این بازی در تاریخ ۱ مارس ۲۰۰۷ عرضه شده و سازنده آن ماکسیس است.